# 25832 Van Scoyoc
25832 Van Scoyoc è un asteroide della fascia principale. Scoperto nel 2000, presenta un'orbita caratterizzata da un semiasse maggiore pari a 2,9981385 UA e da un'eccentricità di 0,0927540, inclinata di 9,22278° rispetto all'eclittica.